# Squamellaria wilsonii
Squamellaria wilsonii är en måreväxtart som först beskrevs av John Horne och John Gilbert Baker, och fick sitt nu gällande namn av Odoardo Beccari. Squamellaria wilsonii ingår i släktet Squamellaria och familjen måreväxter. Inga underarter finns listade i Catalogue of Life.